# استان چناق‌قلعه
چَناق‌قلعه (به ترکی استانبولی: Çanakkale) نام یکی از استان‌های ترکیه است و مرکز آن هم شهر چناق‌قلعه است. چَناق (چناغ و چاناق هم نوشته شده است) در ترکی به معنی کاسه سفالی است‎ و این نام به دلیل رواج ساخت سفالینه‌ها در منطقه بر روی آن گذارده شده است.
این استان در شمال غربی ترکیه و در بخش آسیای این کشور واقع شده است و نام خود را از قلعه‌ای به همین نام گرفته است.آثار باستانی مربوط به شهر تروی در این استان یافت شده است.

محل استان چناق‌قلعه

## نگارخانه

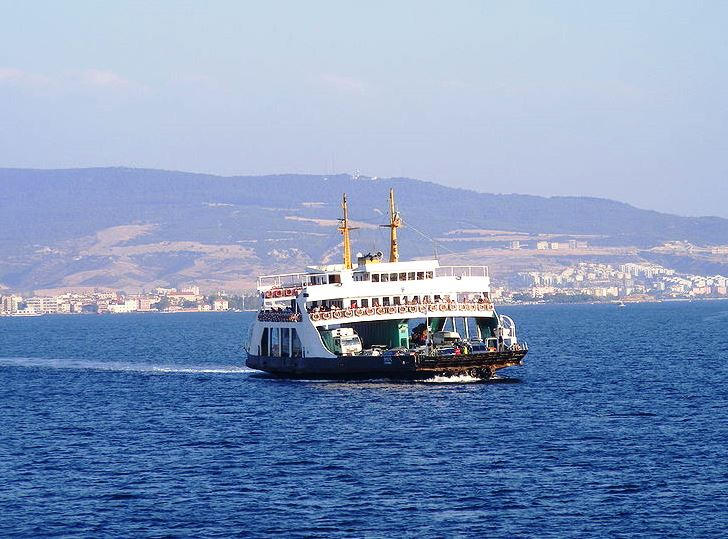
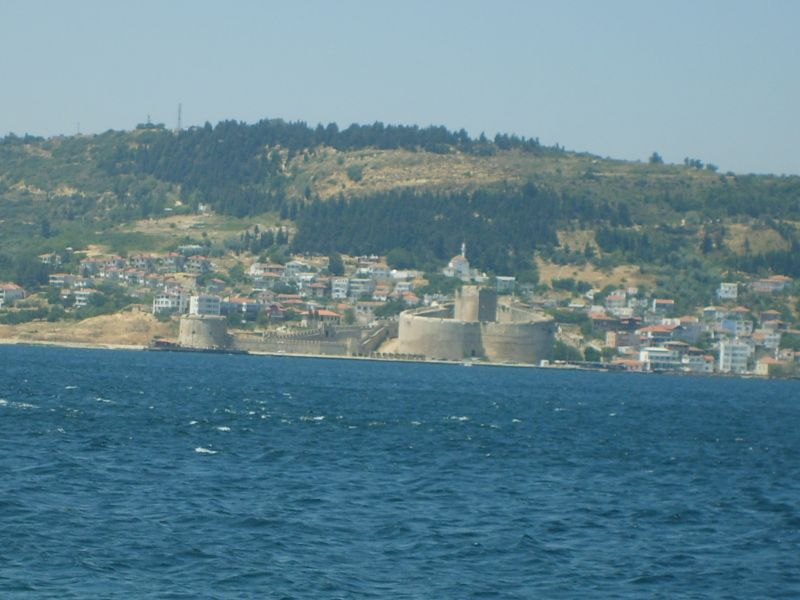
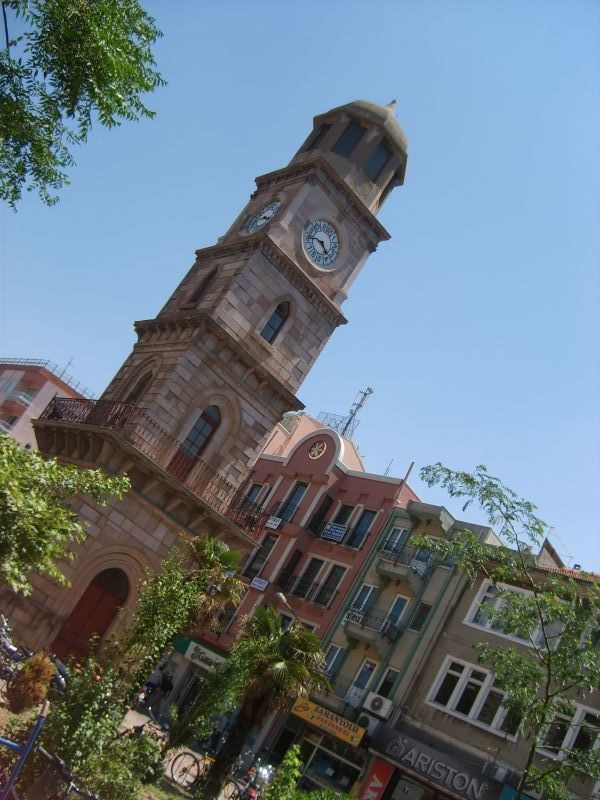
استان چناق‌قلعه بر روی نقشه

1. ↑  نقشه استان‌های ترکیه. به زبان عثمانی. بازدید: مارس ۲۰۲۱.
2. ↑  https://ingilizce.cagdassozluk.com/kamus/osmanlica-ingilizce-sozluk-madde-23937.html